# Gusztáv, az aranyásó
A Gusztáv, az aranyásó a Gusztáv című rajzfilmsorozat negyedik évadjának kilencedik része.

## Rövid tartalom
A Sziklás-hegységben lelt aranyrögöt Gusztáv nagy harcban megvédi a Banditától, de az érte kapott pénzt kártyán a Bandita mégis elnyeri tőle.

## Alkotók
- Rendezte: Jankovics Marcell, Zsilli Mária
- Írta: Jankovics Marcell, Nepp József
- Dramaturg: Lehel Judit
- Zenéjét szerezte: Pethő Zsolt
- Operatőr: Henrik Irén
- Hangmérnök: Bársony Péter
- Kamera: Cselle László, Székely Ida
- Vágó: Czipauer János
- Tervezte: Zsilli Mária
- Háttér: Herpai Zoltán
- Képterv: Kovács István
- Rajzolta: Palkó József Udvarnoki József
- Színes technika: Kun Irén
- Gyártásvezető: Doroghy Judit
- Produkciós vezető: Imre István

A Magyar Televízió megbízásából a Pannónia Filmstúdió készítette.